# Sandersdorf (Altmannstein)

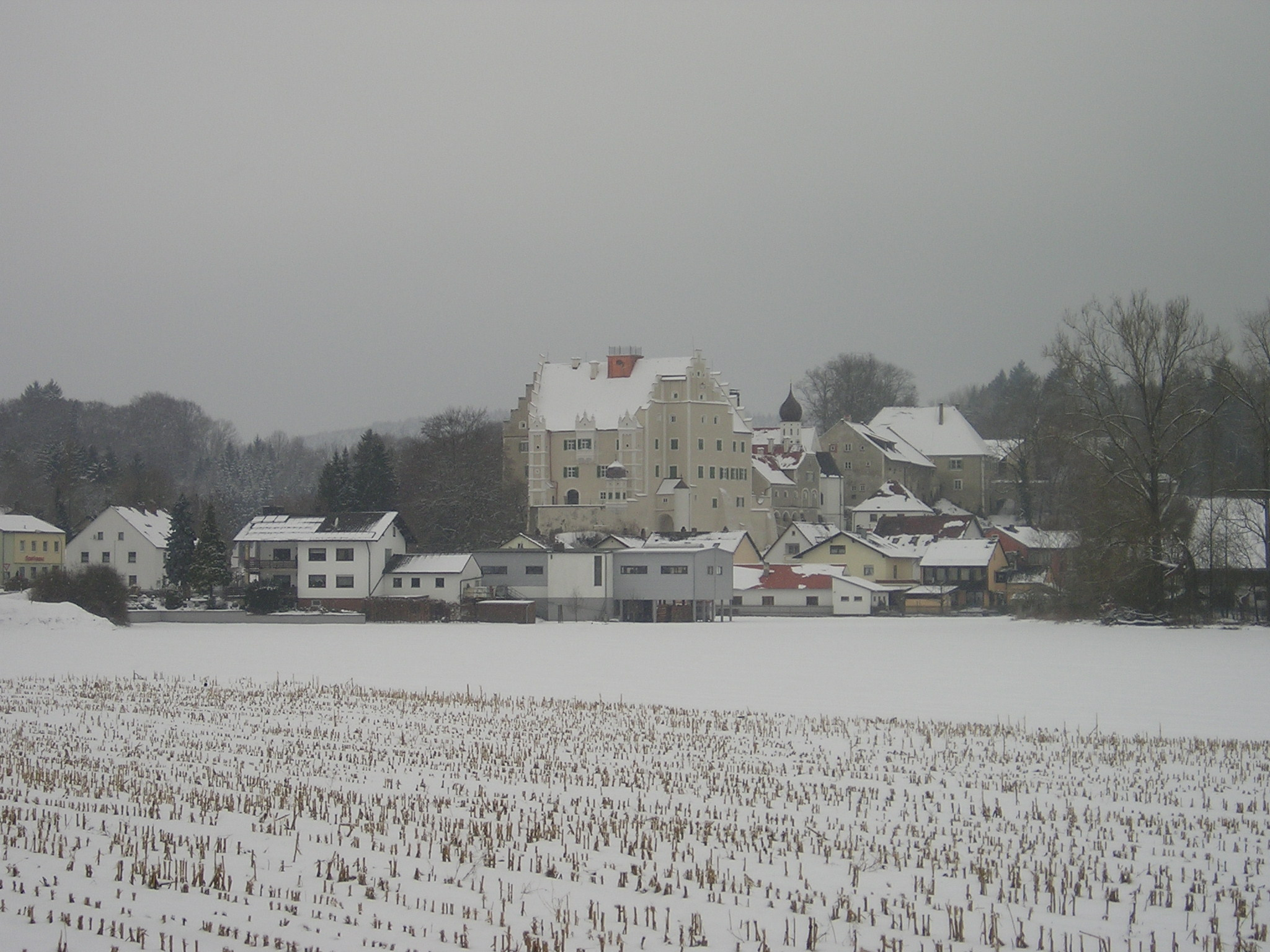
Sandersdorf

Sandersdorf ist ein im Schambachtal liegender Ortsteil des oberbayerischen Marktes Altmannstein im Landkreis Eichstätt.

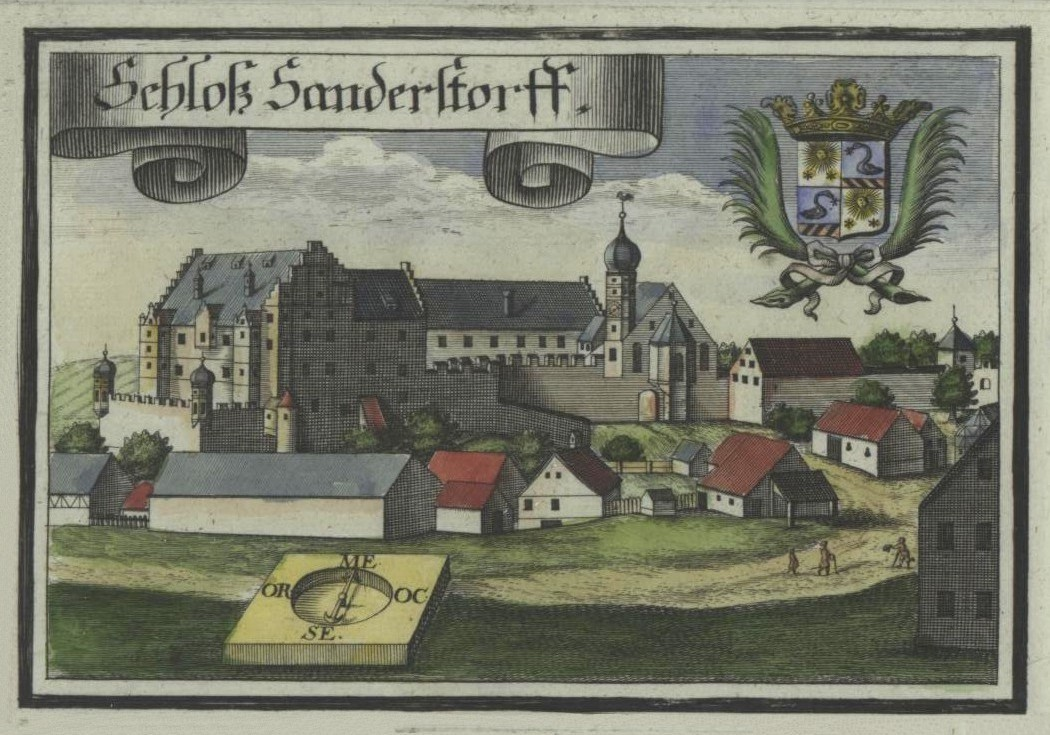
Ansicht von Sandersdorf von Kupferstecher Michael Wening

## Geschichte
Das Kirchdorf Sandersdorf wurde erstmals 1137 bei der Gründung des Klosters Schamhaupten urkundlich erwähnt. Mitte des 12. Jahrhunderts errichteten die Wittelsbachischen Ministerialen der Sandersdorfer in Obersandersdorf eine Burg, deren Besitzer in der Folgezeit mehrmals wechselten. Im Dreißigjährigen Krieg wurden Schloss und Ort vollständig zerstört und danach wiederaufgebaut.
Im Jahre 1831 wurde eine Steingutfabrik („Kannenbäckerei“) gegründet, die jahrzehntelang florierte. Im Bezirksamt Riedenburg gelegen, hatte die Gemeinde, zu der Untersandersdorf und Hützmühl gehörten, um die 250 Einwohner. Mit der bayerischen Kreisgebietsreform kam die Gemeinde Sandersdorf am 1. Juli 1972 in den Landkreis Eichstätt und damit vom Regierungsbezirk Oberpfalz in den Regierungsbezirk Oberbayern. Am 1. Oktober 1976 wurde Sandersdorf in den Markt Altmannstein eingegliedert. Im Jahr 1983 zählte man 965 Einwohner; zum 15. März 2007 betrug die Einwohnerzahl 736.
Sandersdorf besaß einen Eisenbahnanschluss an der Bahnstrecke Ingolstadt–Riedenburg. Personenverkehr bestand zwischen dem 1. Mai 1903 und der endgültigen Betriebseinstellung am 28. Mai 1972.

## Gewerbe
- 1550 gegründete, weltweit exportierende Schlossbrauerei Sandersdorf

## Partnerschaften
Eine Städtepartnerschaft pflegt der Ort Sandersdorf mit der Stadt Sandersdorf-Brehna in Sachsen-Anhalt.

## Sehenswürdigkeiten
- Schloss Sandersdorf
- Kirche Mariä Unbefleckte Empfängnis Sandersdorf

## Söhne und Töchter des Ortes
- Ferdinand Seiler (* 1962), Tenor, Dozent und Gesangslehrer
- Die Mitglieder der Band Pam Pam Ida

## Schulen
- Simon-Mayr-Grundschule Sandersdorf mit 107 Schülern in fünf Klassen der Jahrgangsstufen 1–4 (Schuljahr 2023/24)[3][4] Benannt wurde die Schule 2023 nach dem Komponisten Johann Simon Mayr.[5]

## Sonstiges
Durch den Ort führt der Deutsche Limes-Radweg. Dieser folgt dem Obergermanisch-Raetischen Limes über 818 km von Bad Hönningen am Rhein nach Regensburg an der Donau.
Auch die Deutsche Limes-Straße verläuft durch den Ort.
Der Limeswanderweg führt ebenfalls durch Sandersdorf.